# Élections législatives de 1956 dans l'Aveyron
Les élections législatives françaises de 1956 se tiennent le 2 janvier. Ce sont les dernières élections législatives de la Quatrième république, après les élections de novembre 1946 et de juin 1951.

## Mode de scrutin
L'Assemblée nationale est composée de 626 sièges pourvus au scrutin proportionnel plurinominal suivant la règle de la plus forte moyenne dans le cadre départemental, sans panachage.
Le vote préférentiel est admis, en inscrivant un numéro d'ordre en face du nom d'un, de plusieurs ou de tous les candidats de la liste. Mais l'ordre ne pourra être modifié que si au moins la moitié des suffrages portés sur la liste est numéroté. Dans les faits les modifications ne dépasseront jamais les 7%.
La loi électorale du 7 mai 1951, dite loi des apparentements, reste en vigueur. Elle permet à la base une répartition des sièges à la représentation proportionnelle dans le département, mais si des listes « apparentées » avant le déroulement du scrutin obtiennent ensemble une majorité absolue de suffrages exprimés, elles reçoivent directement tous les sièges à pourvoir.
Dans le département de l'Aveyron, quatre députés sont à élire.

## Élus
| Député sortant            | Parti | Parti | Député élu ou réélu       | Parti | Parti |
| ------------------------- | ----- | ----- | ------------------------- | ----- | ----- |
| Jean Solinhac             |       | MRP   | Paul Ramadier             |       | SFIO  |
| Emmanuel Temple           |       | CNIP  | Emmanuel Temple           |       | CNIP  |
| Roland Boscary-Monsservin |       | CNIP  | Roland Boscary-Monsservin |       | CNIP  |
| Robert Laurens            |       | CNIP  | René Icher                |       | UFF   |

## Résultats

### Résultats à l'échelle du département
1. Une liste de type Front républicain réunie les listes SFIO et Rad-soc ;
2. Un autre est conclu en soutien à la majorité sortante entre les listes CNIP, MRP, Réforme de l'État et Rép. soc ;
3. Un autre regroupe les deux listes de tendance poujadistes. Il sera déclaré invalide par l'Assemblée.

| Parti    | Parti                                                        | Tête de liste          | Résultats | Résultats | Appar. | Appar. | Sièges |
| Parti    | Parti                                                        | Tête de liste          | Voix      | %         | Voix   | %      | Nb.    |
| -------- | ------------------------------------------------------------ | ---------------------- | --------- | --------- | ------ | ------ | ------ |
|          | Centre national des indépendants et paysans                  | Emmanuel Temple        | 67 278    | 42,45     | 45 565 | 28,75  | 2 1    |
|          | Mouvement républicain populaire                              | Jean Solinhac          | 67 278    | 42,45     | 15 710 | 9,91   | - 1    |
|          | Réf. État                                                    | Aimé Guibert           | 67 278    | 42,45     | 3 864  | 2,44   | -      |
|          | Républicains sociaux                                         | Christian de La Malène | 67 278    | 42,45     | 2 140  | 1,35   | -      |
|          | Union et fraternité française                                | Adrien Salvetat        | 36 854    | 23,25     | 26 234 | 16,55  | 1 1    |
|          | Défense des intérêts agricoles et viticoles                  | Ernest Thubières       | 36 854    | 23,25     | 10 620 | 6,70   | -      |
|          | Section française de l'Internationale ouvrière-Parti radical | Paul Ramadier          | 34 131    | 21,54     | -      | -      | 1 1    |
|          | Parti communiste français                                    | Edmond Ginestet        | 19 123    | 12,07     | -      | -      | -      |
|          |                                                              |                        |           |           |        |        |        |
| Inscrits | Inscrits                                                     | Inscrits               | 196 378   | 100,00    |        |        | 4      |
| Votants  | Votants                                                      | Votants                | 163 287   | 83,15     |        |        |        |
| Exprimés | Exprimés                                                     | Exprimés               | 158 491   | 97,06     |        |        |        |